# Любек (футбольний клуб)
«Лю́бек» (нім. «VfB Lübeck») — німецький футбольний клуб з Любека. Заснований 1 квітня 1919 року. Крім футбольної команди в клуб також входять секції гімнастики, бадмінтону, гандболу та настільного тенісу.

## Історія

### Від заснування до Другої світової війни
Найдавніші витоки клубу сягають двох сторін-попередників; Ballsportverein Vorwärts Lübeck засновано 1 квітня 1919 року та Sportvereinigung Polizei Lübeck засновано в 1921 році.

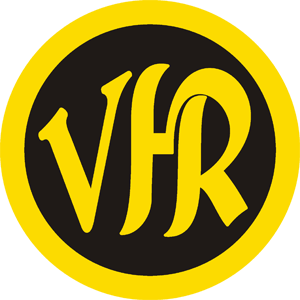
Логотип команди 1931 рік

SV Polizei Lübeck був місцевим поліцейським спортивним клубом. У 1931 році він був об'єднаний з Verein für Rasensport Lübeck, який був продуктом об'єднання 1923 року футбольного клубу Alemannia 1905 Lübeck та футбольного клубу Lübecker Fußball Club Germania 1913. SVP грав достатньо добре, щоб виступити в раундах плей-оф старшої північнонімецької команди, але не досяг[тону] жодного успіху. VfR здійснив лише один такий виступ, у 1924 році.
«БСВ Форвертс Любек» грав у складі «Арбайтер-Турн- унд Спортбунд» (Робітничої гімнастичної та спортивної федерації) з моменту її заснування до 1933 року, коли її було розформовано нацистським режимом, який вважав робітничі спортивні клуби такого типу політично небажаними. Вони вигравали чемпіонати міста у 1927, 1928 та 1931 роках. Члени клубу стали частиною SVP, а розширена асоціація приєдналася до Gauliga Nordmark, одного з шістнадцяти вищих дивізіонів, утворених під час реорганізації німецького футболу під керівництвом Третього Рейху в 1933 році.
У 1935 році клуб було перейменовано на «Polizei Sportverein Lübeck» і грав у Гаулізі Нордмарк до 1942 року, а найкращими результатами були треті місця. ПСВ невдало виходив у кваліфікаційний раунд, граючи за Кубок Німеччини (Tschammerpokal), попередника сучасного DFB-Pokal (Кубок Німеччини) у сезоні 1936–38. У 1942 році клуб знову було перейменовано на Sportgemeinschaft der Ordnungspolizei Lübeck, і перейшов до Гауліги Шлезвіг-Гольштейн, коли воєнні умови змусили Гаулігу Нордмарк розділитися на три місцеві дивізіони.

### Після Другої світової війни і до нинішнього часу
Після Другої світової війни організації по всій Німеччині, включаючи спортивні та футбольні клуби, були розпущені окупаційною владою союзників. У 1945 році колишні члени SG OrPo та BSV Vorwärts утворили нову асоціацію під назвою Verein für Bewegungsspile Lübeck. Новий клуб відновив гру у вищому дивізіоні, спочатку у Bezirksmeisterschaft Schleswig-Holstein, а потім у 1947 році у новоствореній Північній Оберлізі. Протягом наступних півтора десятиліття VfB коливався між першим та другим дивізіонами; вони постійно були найкращими гравцями в Amateurliga Schlewig-Holstein, але були абсолютно нездатними вийти за межі підвалу Північної Оберліги.
Після створення Бундесліги, професійного першого дивізіону країни, у 1963 році, команда оселилася в Регіональній лізі Норт, де зазвичай виконувала роль середняка турнірної таблиці. Друге місце в 1969 році привело VfB до кваліфікаційного раунду Бундесліги, де вони фінішували останніми у своїй групі, маючи лише одне очко у восьми матчах.
Після 1974 року VfB опустився з лав команд другого дивізіону до четвертого дивізіону Ландесліги Шлезвіг-Гольштейн. Трохи більше ніж через два десятиліття вони повернули собі місце у Другій Бундеслізі та відновили свою роль «команди-ліфта», часто переміщуючись між другим та третім дивізіонами. У 2004 році команда дійшла до півфіналу Кубка Німеччини, але програла «Вердеру» в додатковий час. Після того, як стало відомо, що клуб страждає від фінансових труднощів, у квітні 2008 року він нарешті подав заяву про банкрутство до районного суду Любека та зрештою був примусово переведений до Шлезвіг-Гольштейн-Ліги на сезон 2013–14 років. Після чемпіонства ліги на цьому рівні та успіху в раунді підвищення клуб повернувся до Регіональної ліги у 2014 році. Після другого місця у 2019 році вони здобули титул чемпіона дивізіону у 2020 році та вийшли до Ліги 3.

## Титули і досягнення
Північна Регіональна ліга (ІІІ)
- Переможець: 1995, 2002

Північна Регіональна ліга (IV)
- Переможець: 2020,2023